# Xylocopa simillima
Xylocopa simillima är en biart som beskrevs av Smith 1854. Xylocopa simillima ingår i släktet snickarbin, och familjen långtungebin. Inga underarter finns listade i Catalogue of Life.